# Солод, Василий Иванович
Солод, Василий Иванович (4 февраля 1922, Трубайцы, Хорольский уезд — 4 января 1980, Москва) — советский учёный-горняк. Доктор технических наук, профессор, заведующий кафедрой «Горные машины и комплексы» Московского горного института.

## Биография
В. И. Солод родился 4 февраля 1922 г. в селе Трубайцы Хорольского района Полтавской области в семье крестьянина, где кроме него было еще трое детей: старший брат (погиб в 1941 г под Севастополем), брат-близнец Григорий Иванович Солод и сестра.
В 1937 г. братья — близнецы окончили семилетнюю школу и поступили в Лисичанский горный техникум, который с отличием окончили в июне 1941 г по специальности «Горный электромеханик».
Когда началась война, близнецы подали заявления о направлении их в действующую армию. После призыва их распределили в Тамбовское военное училище, а уже в октябре 1941 г. были направлены на фронт. Принимали участие в военных действиях на Брянском, Западном, 2-м Белорусском фронтах. В августе 1946 г. В. И. Солод был демобилизован из армии в воинском звании капитана и вместе с Г. И. Солодом поступил в Московский горный институт им. И. В. Сталина (сейчас — Горный институт НИТУ «МИСиС»). В 1951 г. окончил институт, получив квалификацию «Горный инженер-машиностроитель».
По решению Ученого совета института обоих братьев рекомендовали в аспирантуру. В 1954 г. В. И. Солод успешно защищает диссертацию на тему «Некоторые вопросы эффективности разрушения угля исполнительными органами машин, работающих по принципу крупного скола», представленную на соискание ученой степени кандидата технических наук.
В 1969 г. защищает докторскую диссертацию на тему «Основы теории выемочных агрегатов», ему присваивается ученое звание профессора. В этом же году Солод В. И. избирается заведующим кафедрой «Горные машины и комплексы», одной из ведущих кафедр института, основанной в 1937 г. по инициативе крупнейшего ученого в области горного дела — академика Александра Митрофановича Терпигорева. Кафедрой В. И. Солод руководил до своей скоропостижной смерти в январе 1980 г.

## Научная и педагогическая деятельность
В. И. Солод проводил исследования в области разрушения углей и пород инструментом горных машин, надежности угольных комбайнов, механизированных крепей, шарошечных буровых станков и другой горной техники.
Во время его руководства кафедрой «Горные машины и комплексы» были продолжены работы, начатые его предшественником А. В. Топчиевым в области создания угледобывающих агрегатов. Работа по фронтальному угледобывающему агрегату Ф-1 была включена в планы важнейших работ Госплана, Госкомитета по науке и технике, Министерства угольной промышленности, Министерства тяжелого, энергетического и транспортного машиностроения. Опытный образец на лаву длиной 50 м был изготовлен Узловским машиностроительным заводом совместно с Малаховским экспериментальным заводом угольного машиностроения.
Кроме работ над агрегатами (совместно с М. Т. Коленцевым, В. Н. Гетопановым, И. Л. Пастоевым, В. М. Рачеком, В. П. Журой), В. И. Солод активно занимался научными исследованиями в области разрушения углей и пород инструментом горных машин (в соавторстве с К. М. Первовым) и рабочих процессов взаимодействия исполнительных органов выемочных машин с разрушаемым массивом (в сотрудничестве с В. И. Зайковым и В. М. Рачеком).